# Xenotriccus
Xenotriccus is een geslacht van zangvogels uit de familie tirannen (Tyrannidae).

## Soorten
Het geslacht kent de volgende soorten:
- Xenotriccus callizonus – Gordeltiran
- Xenotriccus mexicanus – Mexicaanse kuiftiran